# XXIII Korpus Armijny (III Rzesza)
XXIII Korpus Armijny – jeden z niemieckich korpusów armijnych, uczestniczył w agresji na Francję oraz w ataku na Związek Radziecki.  
Utworzony w 1938 roku jako dowództwo wojsk granicznych w górach Eifel. Z początkiem wojny zmobilizowany, we wrześniu 1939 roku już jako korpus armijny. W składzie Grupy Armii A wziął udział w 1940 roku w agresji na Francję, walczył pod Verdun i na terenie Szampanii. Do maja 1941 roku znajdował się na zachodzie, potem przerzucony na wschód. Początkowo w składzie Grupy Armii Północ, następnie Grupy Armii Środek wziął udział w ataku na Związek Radziecki. 
W dniu agresji na ZSRR XXIII KA dowodził gen. Albrecht Schubert i tworzyły go 206 DP, 251 DP i 254 DP. Żołnierze korpusu walczyli przeciw Armii Czerwonej pod Kownem, Smoleńskiem, Wiaźmą i Rżewem. W okresie maj-sierpień 1943 brał udział w walkach pod Orłem, po tym czasie wycofywał się w składzie 2 Armii na zachód, przez Briańsk, Mohylew, Bobrujsk, Orszę, Brześć Litewski, Narew aż do Prus Zachodnich (Armia Prusy Wschodnie), gdzie zastał go koniec wojny.

## Dowódcy korpusu
- wrzesień – październik 1939: generał piechoty Erich Raschick
- październik 1939 – lipiec 1942: generał piechoty Albrecht Schubert
- lipiec 1942 – styczeń 1943: generał pułkownik Karl Hilpert[4]
- styczeń – grudzień 1943: generał pułkownik Johannes Frießner
- grudzień 1943 – luty 1944: generał wojsk pancernych Hans Freiherr von Funck
- luty – październik 1944: generał pionierów Otto Tiemann
- październik 1944 – maj 1945: generał piechoty Walter Melzer

## Struktura organizacyjna
Skład we wrześniu 1939:
- 26 Dywizja Piechoty
- 86 Dywizja Piechoty
- 227 Dywizja Piechoty oraz Dowództwo twierdzy Akwizgran i oddział straży granicznej Trewir

Skład w czerwcu 1940:
- 73 Dywizja Piechoty (niemiecka)
- 86 Dywizja Piechoty
- 82 Dywizja Piechoty oraz 122 Dowództwo Artylerii, 423 Korpuśny Batalion Łączności i 308 Korpuśny Oddział Zaopatrzeniowy

Skład w sierpniu 1941:
- 86 Dywizja Piechoty
- 251 Dywizja Piechoty
- 253 Dywizja Piechoty oraz Sztab Pułku Pionierów do zadań specjalnych Burger, 271 batalion artylerii przeciwlotniczej, 4 kompania 55 batalionu artylerii przeciwlotniczej, 18 Dowództwo Artylerii, 122 Dowództwo Artylerii, 423 batalion łączności i 308 Korpuśny Oddział Zaopatrzenia

Skład w grudniu 1943:
- 267 Dywizja Piechoty
- 110 Dywizji Piechoty (część)
- 95 Dywizja Piechoty
- 260 Dywizja Piechoty oraz 122 Dowództwo Artylerii, 423 batalion łączności i 308 Korpuśny Oddział Zaopatrzenia

Skład w czerwcu 1944:
- 7 Dywizji Piechoty
- 203 Dywizja Ochrony
- 17 Brygada do Zadań Specjalnych

Skład w marcu 1945:
- 542 Dywizja Grenadierów Ludowych
- 232 Dywizja Piechoty
- 35 Dywizja Piechoty
- 357 Dywizja Piechoty
- 83 Dywizja Piechoty
- 23 Dywizja Piechoty oraz 122 Dowództwo Artylerii, 423 batalion łączności i 308 Korpuśny Oddział Zaopatrzenia